# Holomorfní funkce
Holomorfní funkce jsou důležitým pojmem komplexní analýzy. Jsou to komplexní funkce definované na otevřených podmnožinách komplexní roviny C takové, že jsou komplexně diferencovatelné. Diferencovatelnost v komplexních číslech je silnější požadavek než v číslech reálných a implikuje fakt, že daná funkce je nekonečně diferencovatelná a rozvinutelná do Taylorovy řady. Výraz „holomorfní funkce“ bývá často zaměňován s pojmem funkce analytická, ačkoliv tento výraz má i jiné významy. Funkce holomorfní na celé komplexní rovině se označuje jako celá.

## Definice
Buď Ω otevřená podmnožina C, potom řekneme, že funkce f: Ω→C je komplexně diferencovatelná, nebo že má komplexní derivaci v bodě z0 množiny Ω právě tehdy, když existuje konečná limita
{\displaystyle f'(z_{0})=\lim _{z\rightarrow z_{0}}{f(z)-f(z_{0}) \over z-z_{0}}.}
Má-li tato limita existovat, musí (podle Heineho věty) existovat a mít stejnou hodnotu jako limita posloupnosti pro každou posloupnost mající hromadný bod v z0. Takto definovaná derivace má některé společné vlastnosti s derivací reálnou - řídí se Leibnizovým pravidlem, řetízkovým pravidlem a je lineární vůči násobení.
Má-li funkce f komplexní derivaci ve všech bodech množiny Ω, potom je f na Ω holomorfní.
Ekvivalentní podmínkou holomorfnosti funkce ve tvaru {\displaystyle f(x+iy)=u(x,y)+iv(x,y)}, kde u, v jsou reálné funkce reálné proměnné a x, y reálné proměnné, je splnění Cauchyho-Riemannových vztahů spolu se spojitostí parciálních derivací u, v podle x, y.

## Vlastnosti holomorfních funkcí
Platí, že součin a součet dvou holomorfních funkcí je opět holomorfní funkce, podíl dvou holomorfních funkcí je holomorfní funkce, není-li jmenovatel nulový. Polynomy a všechny stejnoměrně konvergentní řady z nich utvořené jsou holomorfní funkce (tedy např. funkce sinus, kosinus, exponenciála, neboť je lze napsat jako součet mocninné řady na celé komplexní rovině).
Derivace holomorfní funkce (z definice) existuje a je opět holomorfní funkce. Pokud je definována podél dané křivky hladká funkce (tedy zejména např. všechny reálné hladké funkce), existuje lokálně jednoznačný způsob, jak danou funkci rozšířit do zbytku komplexní roviny. Tomuto procesu se říká holomorfní nebo analytické prodloužení. Lze jej provést více způsoby, např. pomocí Cauchyho-Riemannových podmínek. Typickým příkladem neholomorfních funkcí je (zpravidla) reálná či imaginární část holomorfní funkce, nebo její absolutní hodnota.
Kolem bodu z0 holomorfní funkce lze tuto jednoznačně rozvinout do Taylorovy, nebo obecněji Laurentovy řady (a to i v případě, že zde má tato funkce singularitu). V prvním případě k dané funkci řada konverguje stejnoměrně na kružnici
{\displaystyle \left|z-z_{0}\right|<\omega ,}
kde ω je vzdálenost k nejbližšímu bodu, kde funkce není holomorfní (tedy zpravidla nejbližší singularitě).